# Nana Georgievna Alexandria
Nana Georgievna Alexandria (Poti - Geórgia, 13 de Outubro de 1949) é uma enxadrista georgiana, Grande Mestre Feminina, tricampeã feminina soviética, ela foi a desafiante em duas partidas pelo Campeonato Mundial Feminino de Xadrez.

## Carreira
Alexandria foi campeã feminina da URSS em 1966, 1968 (conjuntamente) e 1969. Ela foi a desafiadora do Campeonato Mundial Feminino em 1975 e 1981. Em 1975, ela perdeu para Nona Gaprindashvili (+3 = 1-8). Em 1981 ela empatou com Maia Chiburdanidze (+4=8−4), que manteve seu título de campeã. Alexandria jogou pela seleção soviética nas Olimpíadas Femininas de Xadrez de 1969, 1974, 1978, 1980, 1982 e 1986. Ela foi uma das jogadoras contribuintes da equipe da URSS que dominou as Olimpíadas Femininas da década de 1980.
A FIDE concedeu-lhe o título de Mulher Mestra Internacional em 1966 e o título de Mulher Grande Mestre em 1976. Alexandria também recebeu o título de Árbitro Internacional em 1995. Ela foi a presidente da Comissão de Mulheres da FIDE de 1986 a 2001.

## Vida pessoal
Ela é a mãe do político georgiano Giga Bokeria.
Em 2021, Alexandria apareceu no documentário Glory to the Queen ao lado de Nona Gaprindashvili, Maia Chiburdanidze e Nana Ioseliani.